# 卡什泰拉
卡什泰拉（Kaštela）是克羅地亞的一座城市。2011年，有人口38,474人。

## 友好城市
- 德国林德拉尔
- 扎普雷希奇
- 基塞利亞克
- 库普雷斯
- 斯洛伐克巴爾代約夫
- 捷克普熱羅夫
- 捷克赫拉德茨-克拉洛韦
- 波蘭普什奇納

## 外部連結
维基共享资源上的相關多媒體資源：卡什泰拉
- Official Kastela page （页面存档备份，存于）

43°33′N 16°23′E / 43.550°N 16.383°E